# ناصر الرويح
ناصر الرويح مصارع كويتي محترف ويعتبر أول مصارع كويتي ومن الشرق الأوسط يوقع مع شركة دبليو دبليو إي منذ عام 2017. 